# The Pirate Bay
The Pirate Bay (TPB) è un sito di file sharing basato sul protocollo di condivisione BitTorrent. È nato in Svezia ed è stato creato da Gottfrid Svartholm, Fredrik Neij e Peter Sunde.
The Pirate Bay si autodefinisce come «Il sito BitTorrent più resiliente al mondo» (a partire dal 2012, "Il più resistente della galassia...") ed è attualmente classificato come il 75° sito più visitato al mondo e il 13° in Svezia secondo Alexa Internet, ha più di 5 milioni di utenti registrati e, dal 2011, ospita più di 3,5 milioni di file torrent. Secondo il Los Angeles Times, The Pirate Bay è il più grande mediatore al mondo di download illegali e "il membro più visibile di un crescente movimento internazionale anti-copyright o pro pirateria". Il sito non è stato accessibile dal 9 dicembre 2014 a causa del sequestro dei server da parte della polizia svedese. In quella data, sul sito è comparso un contatore che segnava come data di ritorno online il primo febbraio 2015; il primo febbraio, come preannunciato, il sito torna online.

## Caratteristiche del sito web
The Pirate Bay permette agli utenti di cercare i link magnet, (utilizzati per fare riferimento a risorse disponibili per il download via peer-to-peer) che, quando vengono aperti in un client BitTorrent, cominciano a scaricare il contenuto desiderato. (In origine, The Pirate Bay permise agli utenti di scaricare file BitTorrent (torrent), che sono piccoli file che contengono i metadata necessari per scaricare i file da altri utenti). I torrent sono organizzati in categorie: "Audio", "Video", "Applicazioni", "Giochi", "Porno" e "Altro". Normalmente la categoria "Porno" è visibile solo per gli utenti registrati e gli utenti loggati che selezionano l'opzione "mostra torrent pornografici" nella pagina delle loro impostazioni. Tuttavia al momento non è necessario il login, consentendo agli utenti non registrati di cercare il contenuto, ma non navigarci. La registrazione richiede un indirizzo email ed è gratuita; gli utenti registrati possono commentare sui vari torrent e caricarne di propri.
The Pirate Bay accetta donazioni tramite Bitcoin e Litecoin.

## Storia

### Nascita - 2003
Inizialmente fondato nel novembre 2003 dall'organizzazione anti-copyright svedese Piratbyrån (Il Partito Pirata), The Pirate Bay è stato gestito come un'organizzazione separata dall'ottobre 2004. The Pirate Bay fu gestito prima da Gottfrid Svartholm e Fredrik Neij, che sono conosciuti con i loro nickname "anakata" e "TiAMO", rispettivamente. Sono stati entrambi accusati di "aiutare a rendere disponibili contenuti protetti da copyright" dalla Motion Picture Association of America. Il 31 maggio 2006, i server del sito web a Stoccolma furono perquisiti e portati via dalla polizia svedese, causando tre giorni di inattività. The Pirate Bay è stato coinvolto in una serie di cause, sia come querelante che come imputato. Il 17 aprile 2009, Peter Sunde, Fredrik Neij, Gottfrid Svartholm e Carl Lundström furono giudicati colpevoli di assistenza alla violazione del copyright e condannati ad un anno di reclusione e al pagamento di una multa di 32 milioni di corone svedesi (circa 4.200.000 dollari; 2.800.000 sterline; o 3.100.000 Euro), dopo un processo di 9 giorni. Gli imputati presentarono ricorso contro il verdetto e il giudice fu accusato di parzialità. Il 26 novembre 2010, la corte d'appello confermò il verdetto, diminuendo le pene detentive originali, ma aumentando la multa a 46 milioni di corone svedesi. Il 17 maggio 2010, a causa di un'ingiunzione contro il loro fornitore di banda, il sito fu messo offline. L'accesso al sito fu successivamente ripristinato con messaggio che prendeva in giro l'ingiunzione sulla loro pagina principale. Il 23 giugno 2010 il gruppo del Partito Pirata si sciolse a causa della morte di Ibi Kopimi Botani, un membro di spicco e cofondatore del gruppo. Sebbene sia stato inizialmente riportato che il sito opera sotto gli auspici della Chiesa missionaria del copimismo, Isak Gerson, fondatore della chiesa, ha negato ogni rapporto tra le due organizzazioni.

### Processo a The Pirate Bay 2006

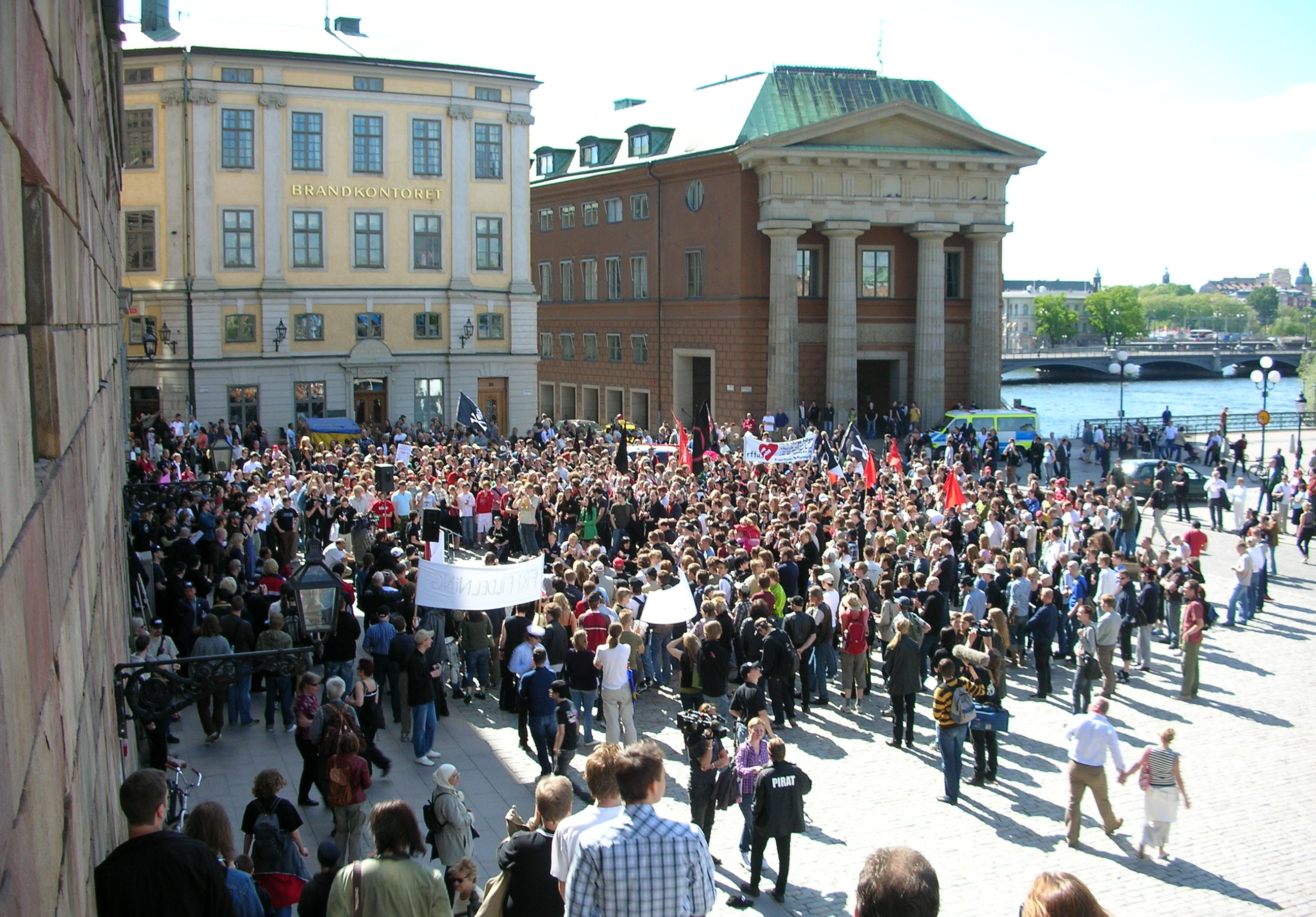
Dimostranti a favore di TPB protestano davanti agli uffici temporanei della corte distrettuale di Stoccolma il primo giorno del processo

Il 17 aprile 2009 i quattro responsabili di Pirate Bay sono stati condannati a un anno di prigione per complicità nella violazione di diritti d'autore. Lo ha reso noto un tribunale di Stoccolma. "Il tribunale di Stoccolma ha oggi condannato le quattro persone che erano processate per complicità in violazione della legge sul diritto d'autore. Il tribunale ha deciso di condannare ciascuno di loro ad un anno di carcere", precisa la corte in un comunicato. Il tribunale ha condannato Fredrik Neij, 30 anni, Gottfrid Svartholm, 24 anni e Peter Sunde, 30 anni, fondatori di Pirate Bay, e Carl Lundström, 48 anni, accusato di avere investito nel sito. I quattro sono stati condannati anche a versare 32 milioni di corone (2,7 milioni di euro) di danni e interessi all'industria discografica, cinematografica e dei videogiochi, che reclamavano 117 milioni di corone a titolo di mancati guadagni.
La condanna è stata conforme alle richieste del procuratore che aveva pronunciato la sua requisitoria il 2 marzo 2009. Il processo, durato tre settimane, è considerato come uno dei più importanti contro la pirateria informatica. I legali dei quattro imputati sono ricorsi in appello. Pochi giorni dopo la sentenza, l'emittente radiofonica Sveriges Radio ha rivelato che il giudice Tomas Norström era affiliato a diverse associazioni pro-copyright, tra le quali una a cui appartengono i legali dei titolari di copyright che erano parte attrice nel processo contro The Pirate Bay. La sentenza di appello emessa il 26 novembre 2010 ha confermato il verdetto, diminuendo però la pena carceraria (dieci mesi per Neij, otto per Sunde e quattro per Lundström), sebbene la pena pecuniaria sia aumentata a 46 milioni di corone.
Il 1º febbraio 2012 la Suprema Corte svedese ha respinto l'ultima richiesta di appello, ingiungendo al sito di spostarsi dal dominio thepiratebay.org a quello svedese thepiratebay.se, in modo da riportare il sito sotto la giurisdizione svedese e prevenire un eventuale intervento delle autorità statunitensi.

### Incursione della polizia del 2014
Il 10 dicembre 2014 avviene una nuova incursione della polizia che ne confisca i server e costringe The Pirate Bay ad alcuni mesi di stop.

### 2017 ad oggi
Il 14 giugno 2017 a seguito dell'ingiunzione della fondazione olandese Stichting Brein nei confronti di Ziggo e XS4ALL di bloccare i domini e gli indirizzi ip di The Pirate Bay, Corte dell'Unione Europea emette una sentenza che stabilisce che: "la fornitura e la gestione di una piattaforma di condivisione online di opere protette quale è The Pirate Bay, possono costituire una violazione del diritto d'autore anche se le opere sono messe online da utenti della piattaforma di condivisione". Ad oggi il sito è ancora attivo.

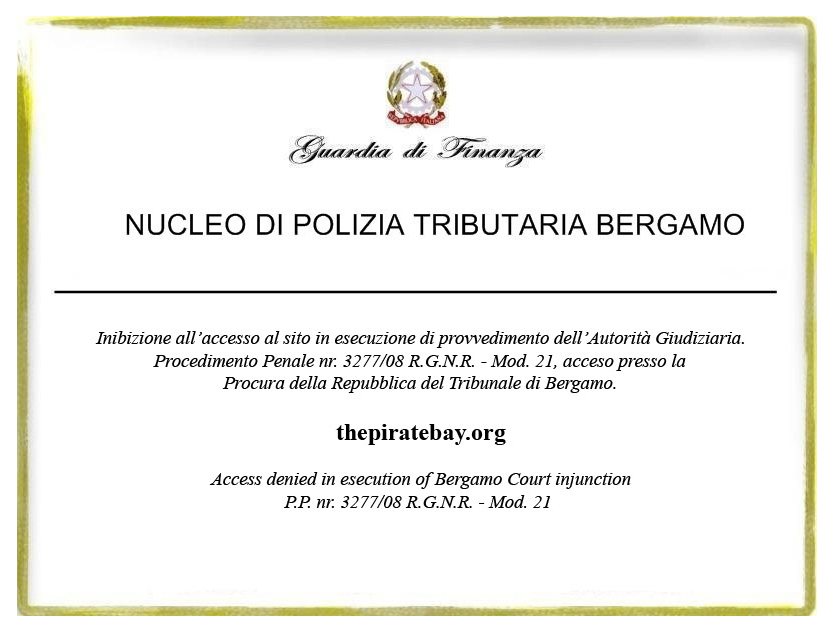
La schermata visibile agli utenti italiani al posto dei contenuti del sito.

## Blocchi del sito
La mattina del 24 agosto 2009, per ordine della corte svedese, il sito è stato disconnesso. Tuttavia la sera dello stesso giorno il sito è tornato nuovamente online.

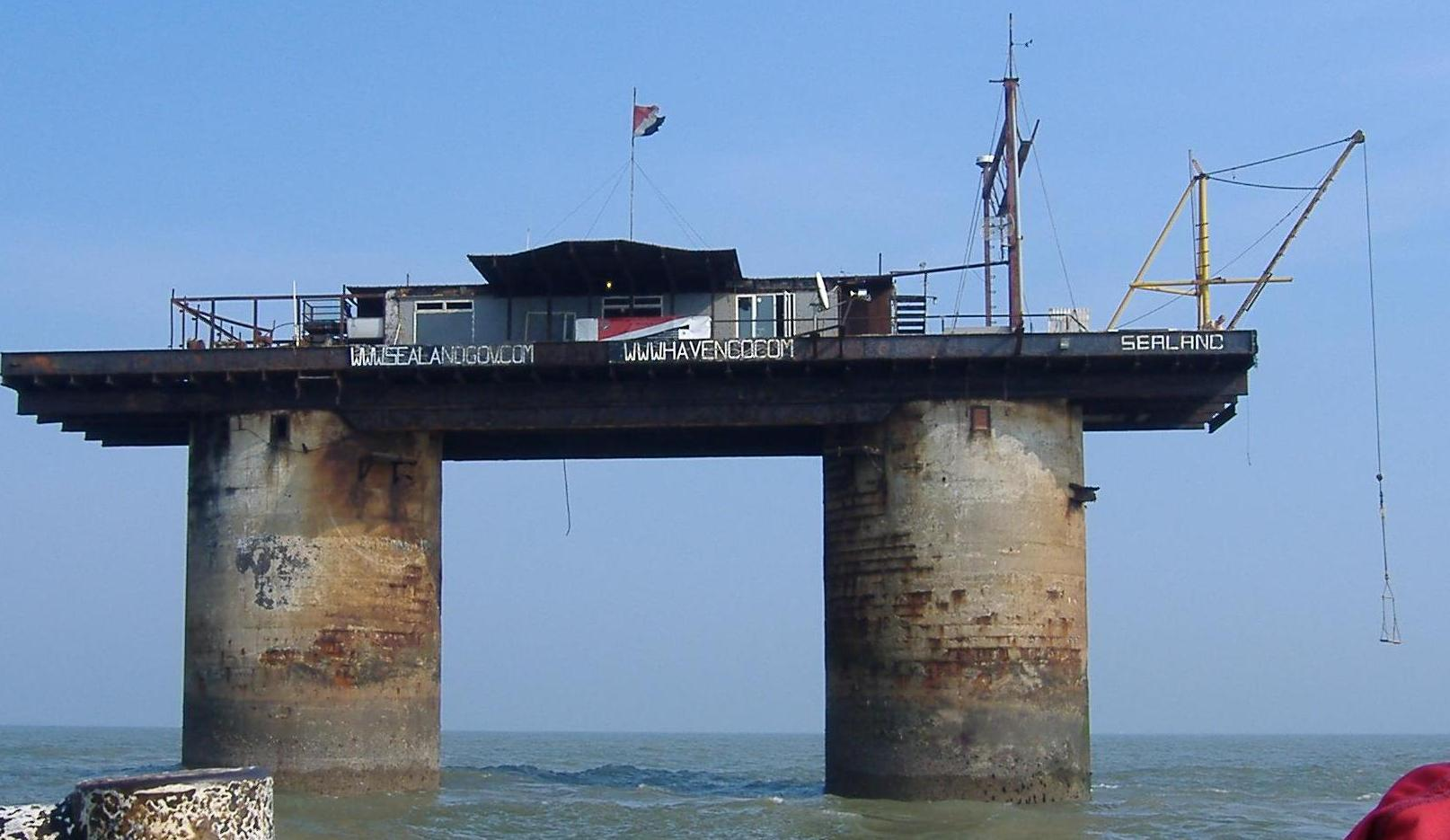
Il Principato di Sealand

In seguito il sito (che era ospitato da un provider tedesco) è stato reso inaccessibile in tutto il mondo, anche se secondo gli osservatori non sarebbe rimasto offline per molto tempo. Infatti, dopo solo venti ore il sito è tornato online, grazie alla banda fornita dal Partito Pirata che diventa il suo ISP.
Il 12 settembre 2012, dopo essere stato estradato dalla Cambogia per la Svezia, il cofondatore Gottfrid Svartholm viene arrestato. Lo stesso giorno Google decide di togliere dalla funzione Instant i risultati di ricerche che riconducono a Pirate Bay.
Il 30 aprile 2013 il sito si è spostato sul dominio di primo livello .sx.
Il 10 dicembre 2013 il sito si è spostato sul dominio di primo livello .ac.
Il 12 dicembre 2013 il sito si è spostato sul dominio di primo livello .pe.
Il 18 dicembre 2013 il sito si è spostato sul dominio di primo livello .gy.
Il 19 dicembre 2013 il sito si è spostato nuovamente sul dominio di primo livello .se (www.thepiratebay.se).
Il 9 dicembre 2014 i server del sito sono stati requisiti dalla polizia svedese.
Il 1º febbraio 2015 il sito è stato riaperto, utilizzando copie di backup del precedente sito.
Il 2 febbraio 2015 il sito si è spostato sul dominio di primo livello .ac (https://web.archive.org/web/20131211023225/http://thepiratebay.ac/).
Al 22 maggio 2015 i domini su cui si appoggia Pirate Bay sono:
- www.thepiratebay.org
- www.thepiratebay.se
- www.thepiratebay.am
- www.thepiratebay.gd
- www.thepiratebay.gs
- www.thepiratebay.la
- www.thepiratebay.mn
- www.thepiratebay.vg

### Blocco del portale in Italia
Il 10 agosto 2008 The Pirate Bay ha annunciato che i provider italiani hanno bloccato l'accesso al sito su ordine del sostituto procuratore di Bergamo Mancusi; il sito ha prontamente costruito un nuovo dominio al fine di ristabilire la raggiungibilità da parte degli utenti italiani. Il 24 settembre 2008 il Tribunale di Bergamo ha accolto il ricorso degli avvocati di The Pirate Bay Giovanni Battista Gallus e Francesco Paolo Micozzi e revocato il provvedimento di sequestro preventivo. The Pirate Bay non è più accessibile direttamente dall'Italia, utilizzando l'indirizzo principale, dal 10 febbraio 2010. Il Tribunale del Riesame di Bergamo ha revisionato il provvedimento di sequestro dell'agosto 2008.
Tale iniziativa giudiziaria ha suscitato molti dubbi da parte di esperti di Internet come Marco Calamari e avvocati come Daniele Minotti che in generale ravvisano nel provvedimento un'incompetenza territoriale della magistratura italiana nell'iscrivere nel registro degli indagati di un tribunale italiano quattro cittadini svedesi, residenti all'estero, che non hanno mai messo piede in Italia e che non hanno né server né domini né connettività sul territorio italiano: sostengono quindi, ai sensi degli accordi di Diritto Internazionale che se deve esserci un processo questo deve svolgersi in Svezia secondo le leggi svedesi e da parte di tribunali svedesi, e non in Italia secondo leggi italiane. Inoltre, il provvedimento di blocco utilizzerebbe un'infrastruttura creata ad hoc solo per oscurare siti di pedopornografia e non di violazione di copyright e che, in ogni caso, proprio la legge sul commercio elettronico citata dal PM Mancusi nel provvedimento di sequestro prevederebbe esplicitamente l'impunibilità dell'intermediario (hosting o service provider).
L'8 febbraio 2010, il Nucleo polizia tributaria della Guardia di Finanza di Bergamo iniziò l'esecuzione delle notifiche per l'oscuramento del sito agli Internet provider italiani, che dovevano inibire gli accessi dall'Italia.
Il 18 ottobre 2013, ancora il Nucleo polizia tributaria della Guardia di Finanza di Bergamo iniziò l'esecuzione delle operazioni per l'oscuramento del portale, dopo le numerose pressione della FIMI. L'accesso è stato inibito filtrando tutto il blocco di ip 194.71.107.0/24 e non solo il dominio.
Gli accessi restano comunque possibili utilizzando PirateBrowser, il browser ufficiale distribuito da The Pirate Bay e basato su Firefox e TOR, oppure utilizzando un servizio DNS come Google Public DNS o OpenDNS.

### PRQ Hosting
The Pirate Bay fu ospitato per diversi anni da PRQ, una società con sede in Svezia, di proprietà dei creatori di TPB Gottfrid Svartholm e Fredrik Neij. Di PRQ si dice che fornisce "un servizio di hosting altamente sicuro, dove nessuna domanda viene chiesta ai suoi clienti." Serious Tubes Networks sta attualmente fornendo la connettività di rete a The Pirate Bay.

## Progetti

### Sealand
Nel 2006 i componenti di The Pirate Bay avevano annunciato di avere l'intenzione di comprare il principato di Sealand, messo in vendita dal proprietario, per poterne fare un baluardo del p2p libero e legale ma l'anno successivo hanno dovuto rinunciare all'acquisto e ora sono in cerca di un luogo alternativo.

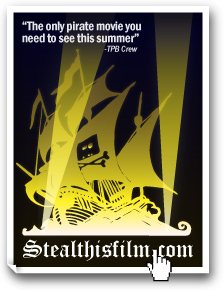
Poster di Steal This Film usato come logo da TPB

### Steal This film
Steal This Film, (in italiano "Ruba questo film") è il titolo del documentario prodotto da The Pirate Bay contro la proprietà intellettuale e in opposizione alla campagna antipirateria presente al cinema e nei DVD originali. Il film è scaricabile liberamente dal sito di The Pirate Bay. Vi è una versione nella sola lingua inglese, ma nel sito sono disponibili versioni non ufficiali del documentario sottotitolate in italiano.

### Playable
Nel maggio 2007 The Pirate Bay ha annunciato di voler creare un portale, di nome Playable, dove si potrà scaricare liberamente opere protette da diritto d'autore, a un prezzo mensile scelto liberamente dall'utente.

### The Video Bay
The Video Bay è il nuovo portale in fase di creazione da parte di The Pirate Bay in alternativa a YouTube sulla pubblicazione di video, dove la rimozione dei video sarà decisa dagli iscritti al sito e per cui non basterà una sola denuncia. Questo nuovo sistema si mette in linea con la filosofia di libertà e diffusione libera della cultura di The Pirate Bay.

### Secure P2P
L'8 novembre 2007 The Pirate Bay ha annunciato il nuovo progetto Secure P2P, ossia un nuovo protocollo da sviluppare a partire da Bit torrent, dando particolare attenzione alle problematiche di sicurezza. Il protocollo si prevedeva completato entro la fine del 2008.

### BayWords
BayWords è il sito de La Baia in cui un utente può creare un suo blog per esprimere le sue opinioni le quali non verranno censurate in nome della libertà d'espressione, a patto che non infrangano le leggi svedesi. È basato su WordPress e verrà finanziato con dei banner pubblicitari. Attualmente i blog dal punto di vista della personalizzazione sono ancora a un livello grezzo.

### Physible
Nel gennaio 2012 ha annunciato la nascita della categoria Physible per i file contenenti la descrizione di oggetti tridimensionali da stampare con le stampanti 3D.

### Pirate Browser
A fine 2013 annunciano lo sviluppo di un browser basato sul protocollo Bittorrent e di una rete P2P a cui si collegherà per evitare i blocchi effettuati dai governi di molti paesi.

## Controversie
Il 15 Settembre 2017 un gruppo di sviluppatori scoprì tra il codice delle pagine del sito un miner silenzioso, il cui scopo era quello di utilizzare la potenza di calcolo delle CPU dei visitatori per generare la criptovaluta "Monero", innescando lamenti e sfiducia da parte degli utenti.
Tale miner portava per tutta la durata di permanenza del sito web ad un aumento del 100% della CPU, andando non solo ad aumentare il consumo energetico, ma anche il calore. Secondo gli admins di ThePirateBay, il miner è stato testato nel sito web come nuova forma di monetizzazione per circa 24 ore, per poi essere prontamente rimosso.